# Othon Motta
Othon Motta (* 12. Mai 1913 in Rio de Janeiro, Brasilien; † 4. Januar 1985) war ein brasilianischer Geistlicher und römisch-katholischer Bischof von Campanha.

## Leben
Othon Motta empfing am 12. Januar 1936 das Sakrament der Priesterweihe für das Erzbistum São Sebastião do Rio de Janeiro.
Papst Pius XII. ernannte ihn am 10. März 1953 zum Titularbischof von Uzita und zum Weihbischof in Juiz de Fora. Der Erzbischof von São Sebastião do Rio de Janeiro, Jaime Kardinal de Barros Câmara, spendete ihm am 24. Mai desselben Jahres die Bischofsweihe. Mitkonsekratoren waren der Bischof von Juiz de Fora, Justino José de Sant’Ana, und Jorge Marcos de Oliveira, Weihbischof in Rio de Janeiro. Im Jahr 1955 wurde er zum Weihbischof im Erzbistum São Sebastião do Rio de Janeiro bestellt.
Papst Johannes XXIII. ernannte ihn am 30. Mai 1959 zum Koadjutorbischof von Campanha. Mit dem Tod Inocêncio Engelkes OFM am 16. Juni des folgenden Jahres trat er dessen Nachfolge als Bischof von Campanha an. Er nahm an allen vier Sitzungsperioden des Zweiten Vatikanischen Konzils als Konzilsvater teil.
Wegen einer fortgeschrittenen Parkinsonerkrankung war er in der Amtsausübung in den letzten Jahren seines Dienstes eingeschränkt. Papst Paul VI. stellte ihm deshalb am 11. Juli 1977 mit Antônio Afonso de Miranda SDN einen Koadjutor zur Seite. Am 16. Januar 1982 nahm Papst Johannes Paul II. seinen vorzeitigen Rücktritt an.

## Seligsprechungsprozess
Othon Motta starb 1985 und wurde in der Krypta der Kathedrale Santo Antônio in Campanha beigesetzt. Wegen der anhaltenden Verehrung bei den Gläubigen und dem Ruf eines heiligmäßigen Lebens eröffnete das Bistum Campanha im Jahr 2016 den Prozess für die Seligsprechung Mottas. Dazu wurden im November 2016 in kanonischer Form seine sterblichen Überreste gesichtet und in das Innere der Kathedrale umgebettet.